# Soccer City
First National Bank Stadium, också känd som Soccer City, är en fotbollsarena i förorten Soweto i Johannesburg, Sydafrika. Den rymmer 88 460 åskådare och är känd som den sydafrikanska fotbollens hemvist. Inför världsmästerskapet i fotboll 2010 renoveras arenan för två miljarder kronor. Den har fått ett nytt yttre skal vilket gör att den påminner om Nou Mestalla i Valencia och Fågelboet i Peking. Designen är tänkt att gestalta en traditionell, brun afrikansk kruka. De flesta stolarna inne på arenan går i orange, men det finns grå sektioner som pekar ut riktningen mot de nio andra VM-arenorna (plus Berlins Olympiastadion där VM-finalen 2006 spelades). Soccer City har stått värd för flera klassiska matcher i Sydafrikas fotbollshistoria - bland annat vann man över Tunisiens herrlandslag i fotboll här i finalen av Afrikanska mästerskapet i fotboll 1996. Tidigare tog arenan in 80 000 åskådare, men efter den stora renoveringen inför VM tar Soccer City ca 86 000 åskådare vilket gör arenan till den i särklass största stadion i landet.
1990 höll Nelson Mandela sitt första tal på arenan efter att ha blivit frisläppt från fängelset. Kommunistledaren Chris Hanis begravning hölls också här 1993. Under fotbolls-VM 2010 stod Soccer City som värd för öppningsmatchen, fyra andra gruppspelsmatcher, en åttondelsfinal, en kvartsfinal samt för finalen.